# لب‌های گازگازی
«لب‌های گازگازی» (به اسپانیایی: Labios Mordidos) ترانه‌ای از خوانندهٔ آمریکایی کالی اوچیس به‌همراهٔ خوانندهٔ کلمبیایی کارول جی می‌باشد که در ۲۳ نوامبر سال ۲۰۲۳ از سوی گفن رکوردز به‌عنوان چهارمین تک‌آهنگ از چهارمین آلبوم استودیویی اوچیس تحت عنوان ارکیده‌ها (۲۰۲۴) منتشر گردید.